# Westair Aviation

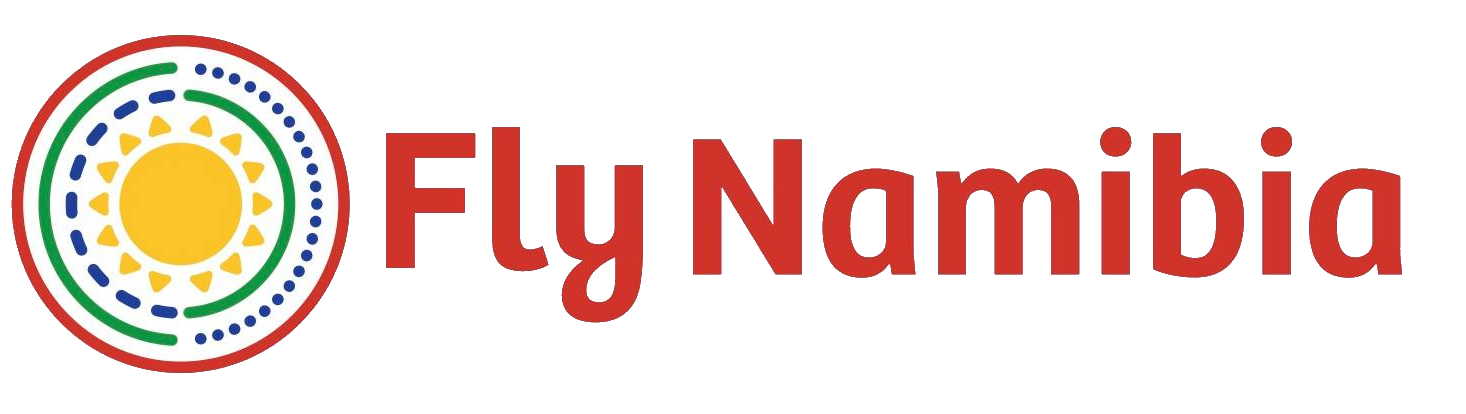
Logo der FlyNamibia

Westair Aviation (ehemals Westair Wings Charters) ist eine namibische Fluggesellschaft mit Sitz in Windhoek und Basis auf dem Flughafen Eros. Die Gesellschaft wurde 1967 gegründet und ist nach Flottengröße die größte Fluggesellschaft des Landes. 
Zu Westair gehört auch die Flugschule Signa Aviation und das Flugzeugwartungsunternehmen Westair Maintenance.

## Linienfluggeschäft
Unter dem Namen FlyWestair wurden seit Juni 2019 Linienflüge angeboten. Am 1. November 2021 wurde der Linienflugverkehr in die Marke FlyNamibia umbenannt. Im Mai des Jahres wurde zusätzlich die Marke FlyNamibia Safaris für Linien-Safariflüge eingeführt.
Am 29. September 2022 wurde die Übernahme von 40 Prozent der Anteile an FlyNamibia durch die südafrikanische Airlink bekanntgegeben. Zudem fliegt FlyNamibia – nach einer Übergangszeit – unter dem IATA-Kürzel 4Z. 40 Prozent bleiben in der Hand von Westair Aviation, jeweils 10 Prozent gehen an die Geschäftsführer von FlyNamibia.
Seit September 2023 ist FlyNamibia Mitglied der International Air Transport Association (IATA).

## Flugziele
Westair bot von 2001 bis Dezember 2014 einen werktäglichen Hin- und Rückflug von Windhoek-Eros nach Rosh Pinah an, seit Mitte Oktober 2010 mit Weiterflug nach Oranjemund. Von Dezember 2015 bis Mai 2016 wurde Tsumeb von Windhoek-Eros angeflogen. Diese bediente Geschäftsflüge und wurden nicht im Linienflugbetrieb angeboten. Westair Wings bietet zudem Linien-Cargoflüge sowie Charterflüge und „Fly-In Safaris“, Transfers für Touristen sowie private Rundflüge, Geschäftsflüge, Vermessungsflüge und Fracht- sowie Postflüge (für DHL) an.
Die Aufnahme von Linienflügen sollte ab April 2018 zunächst zwischen Windhoek-Eros und Walvis Bay, beginnen. FlyNamibia flog schlussendlich seit Ende Juni 2019 zwischen Eros und Oranjemund, seit Anfang Juli 2019 zudem zwischen Eros und Ondangwa. Ab dem 7. Oktober wurde vier Mal pro Woche vom Stadtflughafen Eros via Oranjemund nach Kapstadt geflogen.
Von Juni bis September 2018 führte Westair sämtliche regionale und nationale Flüge für Air Namibia durch, da deren Embraer-Flugzeuge in der Wartung waren.
Im Rahmen der COVID-19-Pandemie in Namibia stellte Westair seine Flüge weitestgehend ein. In der zweiten Jahreshälfte 2020 nahm FlyNamibia unter anderem wieder Flüge zwischen Windhoek und Ondangwa sowie Windhoek (diesmal direkt vom Hosea Kutako International Airport) und Kapstadt auf. Mit dem Ende von Air Namibia wurden weitere nationale und regionale Strecken in Aussicht gestellt, darunter Katima Mulilo und Rundu, die seit August 2021 bedient werden. Eine Verbindung zum Flughafen Lüderitz wurde im Juli 2023 aufgenommen. Im August 2023 wurde die Verbindung zum Flughafen Walvis Bay eingestellt.
Ende März 2022 wurde zunächst unter der Marke Westair eine Linienflugverbindung nach Oranjemund aufgenommen, der Ende 2022 in das FlyNamibia-Netz integriert wurde. 
Seit Mai 2022 führt FlyNamibia unter der Marke FlyNamibia Safaris tägliche Verbindungen nach bzw. zwischen dem Flugplatz Sesriem (Sossusvlei), Flugplatz Swakopmund und dem Flugplatz Ongava (Etosha-Nationalpark) sowie Flugplatz Twyfelfontein (Twyfelfontein) und dem Internationalen Flughafen Hosea Kutako durch.
Seit Mitte 2024 wird nach Maun in Botswana sowie nach Victoria Falls in Simbabwe geflogen.

## Flotte
Mit Stand Mai 2022 besteht die Flotte der Westair bzw. FlyNamibia aus folgenden Flugzeugen.
| Flugzeugtyp              | aktiv      | bestellt   | Anmerkungen                         | Sitzplätze Economy |
| FlyNamibia               | FlyNamibia | FlyNamibia | FlyNamibia                          | FlyNamibia         |
| ------------------------ | ---------- | ---------- | ----------------------------------- | ------------------ |
| Embraer 145LR            | 05         |            | V5-WEB, V5-WEC, V5-WIN, F-WTBQ      | 50                 |
| Embraer 135              | 01         | 03         | Leasing von Wings Aviation Services |                    |
| Gesamt                   | 6          | 3          |                                     |                    |
| Westair                  |            |            |                                     |                    |
| Beechcraft 1900D         | 02         |            | teilweise von FlyNamibia genutzt    | 19                 |
| Beech Super King Air 350 | 03         |            |                                     | 9–11               |
| Beechjet 400             | 01         |            |                                     | 7                  |
| Reims-Cessna F406        | 10         |            | teilweise von FlyNamibia genutzt    | 12                 |
| Cessna Conquest C 425    | 03         |            |                                     | 7                  |
| Cessna Titan C 404       | 01         |            |                                     | 10                 |
| Cessna Titan C 402       | 01         |            |                                     | 6 oder 10          |
| Cessna 310               | 04         |            |                                     | 5                  |
| Cessna 340               | 04         |            |                                     | 4–5                |
| Cessna Caravan C 208     | 03         |            |                                     | 14                 |
| Cesna Centurion C 210    | 06         |            |                                     | 5                  |
| Gesamt                   | 38+        |            |                                     |                    |

Hinzu kommen u. a. Cessna 152, Cessna 172, Cessna 182 und Jabiru 160, die vor allem für die Flugschule im Einsatz sind. Ehemalige Flugzeugtypen sind u. a. Embraer 145LU.